# Rio Uberaba (vattendrag i Brasilien, Paraná)
Rio Uberaba är ett vattendrag i Brasilien.   Det ligger i delstaten Paraná, i den södra delen av landet, 1 000 km söder om huvudstaden Brasília.
I omgivningarna runt Rio Uberaba växer i huvudsak städsegrön lövskog. Runt Rio Uberaba är det glesbefolkat, med 9 invånare per kvadratkilometer.